# Jorge Gáspari
Jorge Gáspari (Mar del Plata, Buenos Aires, 3 de noviembre de 1958) es un exfutbolista argentino que se desempeñaba como mediocampista.
Idolo del Quilmes AC, convirtió el gol definitivo en la victoria del Cervecero contra Rosario Central por 3 a 2 que le valió el título del Campeonato Metropolitano 1978.

## Clubes
| Club               | País      | Año       |
| ------------------ | --------- | --------- |
| Quilmes            | Argentina | 1976-1983 |
| Belgrano           | Argentina | 1983      |
| Instituto (Cba.)   | Argentina | 1984-1988 |
| Argentinos Juniors | Argentina | 1989      |
| Quilmes            | Argentina | 1990      |
| Junior             | Colombia  | 1990      |
| Talleres (RdE)     | Argentina | 1991-1992 |
| Sarmiento (Junín)  | Argentina | 1993-1994 |
| Aldosivi           | Argentina | 1994-1995 |

## Palmarés

### Torneos locales
| Título           | Club    | País      | Año    |
| ---------------- | ------- | --------- | ------ |
| Primera División | Quilmes | Argentina | M-1978 |